# Caterina Scappi
Caterina Scappi, död 1643, var en maltesisk affärskvinna, filantrop och finansiär. Hon är främst känd som filantrop; hon var en stor bidragsgivare till karmelitorden på Malta, och finansierade grundandet av sjukhuset Santa Maria della Scala 1631.